# Arturo Escobar (antropólogo)
Arturo Escobar (Manizales, Colombia, 20 de noviembre de 1952) es un antropólogo e investigador colombiano. Inicialmente, sus áreas de interés fueron la ecología política, la antropología del desarrollo, los movimientos sociales, la ciencia, tecnología y la relación entre diseño y autonomía, muchas veces en el marco de la reflexión sobre Colombia. Actualmente, sus principales áreas de interés son las luchas territoriales contra el extractivismo, las transiciones pospatriarcales, pos desarrollistas y poscapitalistas y el diseño ontológico. Durante los últimos treinta años ha trabajado con organizaciones y movimientos sociales afrocolombianos, ambientalistas y feministas.
Fue profesor de antropología y ecología política en la Universidad de Carolina del Norte, en Chapel Hill, Estados Unidos, hasta 2018. Para 2023, se encuentra vinculado a los programas de doctorado en Ciencias Ambientales, de la Universidad del Valle, en Cali, y en Diseño y Creación, de la Universidad de Caldas, en Manizales. 
Su libro más conocido es La invención del desarrollo (1996, 2012). Su libro más reciente es Autonomía y Diseño: la realización de lo comunal (2016) y Otro posible es posible: caminando hacia las transiciones desde Abya Yala / Afro / Latino-América (2018). 
Actualmente, está escribiendo un libro sobre la relacionalidad llamado Diseñando relacionalmente: haciendo y restaurando la vida, junto con Michael Osterweil y Kriti Shama. Además, fue elegido miembro de la Academia Americana de Artes y Ciencias en abril de 2021.

## Biografía y pensamiento
Escobar empezó estudiando inicialmente ingeniería en la Universidad del Valle (Cali, Colombia) y desde esa época (1969) empezó a confrontarse con los problemas relativos al hambre y a la pobreza de vastos sectores de la población colombiana. Pero sus intereses se dirigían cada vez más hacia el área de las ciencias sociales y la antropología del desarrollo, por lo que viajó a Berkeley para realizar un doctorado en "Filosofía, Política y Planificación del Desarrollo" en la Universidad de California. Allí asistió a los últimos cursos ofrecidos por el filósofo francés Michel Foucault, que tendrían una influencia permanente en su pensamiento. Su tesis de doctorado, finalizada en el año de 1987, llevó como título Power and Visibility: The Invention and Management of Development in the Third World. Allí defendió el argumento de que el "Tercer Mundo" no es un fenómeno realmente existente, dotado de una realidad objetiva, sino un campo de intervención creado a partir de intereses geopolíticos de poder, sobre el que se aplican unas determinadas tecnologías de gobierno. El "Tercer Mundo" fue "inventado" después de la Segunda Guerra Mundial, en el marco de la guerra fría y de los intereses norteamericanos en América Latina y las recién independizadas naciones de África y Asia.
Después de haber obtenido su doctorado, Escobar enseñó en varias universidades de los Estados Unidos y empezó a interesarse por temas relativos a la Ecología y a las teorías de la complejidad. Realizó varios trabajos de campo en el Pacífico colombiano, junto con comunidades negras, y apoyó sus luchas por el territorio y la identidad. Ha sido profesor invitado en universidades de Colombia, Dinamarca, Ecuador, Brasil, Mali, México e Inglaterra. Actualmente es profesor en el departamento de Antropología de la Universidad de Carolina del Norte (Chapel Hill), donde recibió el título de "Kenan Distinguished Teaching Professor of Anthropology"
Formó parte activa del Grupo modernidad/colonialidad, junto con otros académicos latinoamericanos como Enrique Dussel, Walter Mignolo, Aníbal Quijano, Santiago Castro-Gómez y Edgardo Lander.

## Publicaciones
- The Making of Social Movements in Latin America' (1992). Coeditado con Sonia Alvarez
- La invención del Tercer Mundo, Construcción y deconstrucción del desarrollo" (1996). Caracas. Ministerio del Poder Popular para la Cultura.
- Cultures of Politics/Politics of Culture: Re-visioning Latin American Social Movements (1998). Coeditado con Sonia Alvarez and Evelina Dagnino
- El final del salvaje.  Naturaleza, cultura y política en la antropología contemporánea (1999)
- Más allá del Tercer Mundo. Globalización y diferencia (2005)
- Sentipensar con la tierra (2014). Medellín. Ediciones Unaula.
- La invención del desarrollo (2014). Popayán. Editorial Universidad del Cauca
- Autonomía y diseño. La realización de lo comunal (2016). Popayán. Editorial Universidad del Cauca. Nueva edición por la misma Editorial en 2019.
- Territorios de diferencia. Lugar, movimientos, vida, redes (2016). Popayán. Editorial Universidad del Cauca.